# Petrovići (Podgorica)
Pour les articles homonymes, voir Petrovići.
Petrovići (en serbe cyrillique : Петровићи) est un village de l'est du Monténégro, dans la municipalité de Podgorica.

## Démographie

### Évolution historique de la population
| 1948 | 1953 | 1961 | 1971 | 1981 | 1991 | 2003 |
| ---- | ---- | ---- | ---- | ---- | ---- | ---- |
| 237  | 231  | 218  | 162  | 138  | 51   | 41   |